# Nittendorf
Nittendorf è un comune tedesco di 9 020 abitanti, situato nel land della Baviera.